# Listă de localități din provincia Prince Edward Island
Listă alfabetică de localități din provincia Prince Edward Island, Canada
| - Abegweit First Nation - Abrams Village - Afton - Alberton - Alexandra - Alma - Anglo Tignish - Ascension - Bedeque - Belfast - Bideford - Black Banks - Bloomfield - Bloomfield Corner - Bonshaw - Borden - Brackley - Brackley Beach - Breadalbane - Brockton - Brooklyn - Brudenell - Bunbury - Burlington - Burton - Campbellton - Cardigan - Carleton - Cascumpec - Cavendish - Central Bedeque - Central Kildare - Central Kings - Charlottetown - Churchill - Clyde River - Coleman - Cornwall - Crapaud - Darlington - Deblois - DeSable - Donagh - Duvar - East Point - Ellerslie - Elmira - Elmsdale - Emerald Junction - Fortune Bridge - Foxley River - Fredericton - Freeland - Georgetown - Glengarry - Grandview - Greenmount - Greenwich - Hampshire - Hampton - Harper - Hazelbrook - Hebron - Howlan - Hunter River - Huntley - Iona - Judes Point - Kelly Road - Kensington - Kildare - Kildare Capes - Kingston - Kinkora - Kinross - Knutsford - Lady Slipper - Lauretta - Lennox Island First Nation - Leoville - Linkletter - Malpeque Bay - Mill River East - Mill Road - Miminegash - Miscouche - Montague - Morell - Mount Stewart - Murray Harbour - Murray River - Nail Pond - New Glasgow - New London - North Rustico - Northport - Norway - O'Brien Road - O'Leary - Orwell - Palmer Road - Palmer Road North - Panmure Island - Peterville - Piusville - Pleasant View - Portage - Richmond - Rocky Point - Rosebank - Roseville - Roxbury - St. Anthony - St. Edward - St. Felix - St. Lawrence - St. Louis - St. Roch - Scotchfort - Seacow Pond - Sherbrooke - Skinners Pond - Souris - Stanhope - Stratford - Summerfield - Summerside - Tignish - Tignish Shore - Tracadie - Tyne Valley - Uigg - Union Road - Unionvale - Urbainville - Vernon Bridge - Vernon River - Victoria - York Point |